# Careproctus reinhardti
Careproctus reinhardti és una espècie de peix pertanyent a la família dels lipàrids.

## Descripció
- Fa 30 cm de llargària màxima.
- Nombre de vèrtebres: 59-63.
- Disc de succió petit (gairebé igual al diàmetre de l'ull).[6][7]

## Reproducció
La femella fa una posta d'aproximadament 300 ous, els quals fan un diàmetre de 4,5 mm.

## Alimentació
Menja crustacis i peixos bentònics i pelàgics.

## Depredadors
És depredat per Raja radiata.

## Hàbitat
És un peix marí i batidemersal que viu entre 75 i 1.750 m de fondària.

## Distribució geogràfica
Es troba al Canadà, les illes Fèroe, Groenlàndia, Islàndia, Noruega (incloent-hi Svalbard) i Rússia.

## Observacions
És inofensiu per als humans.